# Morganna Love
Morganna Love (San Miguel de Allende, 15 de juny de 1980) és una actriu i soprano lírica d'òpera.